# Treveon Graham
Pour les articles homonymes, voir Graham.
Treveon Graham, né le 28 octobre 1993 à Washington (district de Columbia), est un joueur américain de basket-ball. Il évolue aux postes d'arrière et d'ailier.

## Biographie

### Carrière universitaire
Il passe ses quatre années universitaires à la Virginia Commonwealth University où il joue pour les Rams entre 2011 et 2015.

### Carrière professionnelle

#### Stampede de l'Idaho (2015-2016)
Le 25 juin 2015, lors de la draft 2015 de la NBA, automatiquement éligible, il n'est pas sélectionné. En juillet, il participe aux NBA Summer League de Las Vegas et Salt Lake City avec les Spurs de San Antonio. Le 17 août 2015, il signe avec le Jazz de l'Utah. Toutefois, il est libéré par le Jazz le 20 octobre après avoir participé à deux matches de pré-saison. Le 1er novembre, il rejoint le Stampede de l'Idaho en D-League en tant que joueur affilié au Jazz. Le 13 novembre, il fait ses débuts professionnels lors de la défaite 110 à 106 chez les Vipers de Rio Grande Valley où il termine avec 21 points, six rebonds et une interception en 38 minutes.

#### Hornets de Charlotte (2016-2018)
En juillet 2016, il participe aux NBA Summer League 2016 d'Orlando avec l'équipe blanche du Magic d'Orlando et de Las Vegas avec le Jazz de l'Utah. Avec Orlando, il est titulaire lors des cinq matches qu'il dispute et a des moyennes de 16 points, 3,4 rebonds, 3,2 passes décisives et 1,2 interception en 29 minutes par match. Le 26 juillet 2016, Graham signe avec les Hornets de Charlotte pour participer au camp d'entraînement et tenter de faire partie des quinze joueurs retenus au début de la saison NBA 2016-2017. Le 22 octobre 2016, il est conservé par les Hornets pour commencer la saison NBA.

#### Nets de Brooklyn (2018-2019)
Le 30 juillet 2018, il signe un contrat avec les Nets de Brooklyn.

#### Timberwolves du Minnesota (2019-jan. 2020)
Le 1er juillet 2019, il est envoyé aux Warriors de Golden State.

#### Hawks d'Atlanta (2020)
Le 8 janvier 2020, il est à nouveau transféré, vers les Timberwolves du Minnesota en compagnie de Shabazz Napier.
Le 16 janvier 2020, il est échangé en compagnie de Jeff Teague aux Hawks d'Atlanta en échange d'Allen Crabbe.

## Palmarès
- 2× First-team All-Atlantic 10 (2014, 2015)
- Second-team All-Atlantic 10 (2013)
- Atlantic 10 Tournament MVP (2015)

## Statistiques

### Universitaires
| Saison    | Équipe | Matchs | Titul. | Min./m | % Tir | % 3pts | % LF | Rbds/m. | Pass/m. | Int/m. | Ctr/m. | Pts/m. |
| --------- | ------ | ------ | ------ | ------ | ----- | ------ | ---- | ------- | ------- | ------ | ------ | ------ |
| 2011-2012 | VCU    | 36     | 0      | 16,7   | 38,9  | 31,3   | 63,3 | 3,22    | 0,56    | 0,75   | 0,25   | 7,00   |
| 2012-2013 | VCU    | 36     | 36     | 27,6   | 45,0  | 36,6   | 73,2 | 5,81    | 1,56    | 0,89   | 0,14   | 15,11  |
| 2013-2014 | VCU    | 35     | 33     | 28,3   | 43,7  | 33,7   | 69,4 | 6,97    | 2,00    | 0,91   | 0,17   | 15,80  |
| 2014-2015 | VCU    | 33     | 33     | 29,4   | 42,8  | 38,1   | 69,1 | 7,12    | 1,61    | 0,61   | 0,27   | 16,15  |
| Total     | Total  | 140    | 102    | 25,4   | 43,2  | 35,4   | 69,1 | 5,74    | 1,42    | 0,79   | 0,21   | 13,44  |

### Professionnelles

#### G League
| Saison    | Équipe | Matchs | Titul. | Min./m | % Tir | % 3pts | % LF | Rbds/m. | Pass/m. | Int/m. | Ctr/m. | Pts/m. |
| --------- | ------ | ------ | ------ | ------ | ----- | ------ | ---- | ------- | ------- | ------ | ------ | ------ |
| 2015-2016 | Idaho  | 46     | 20     | 30,4   | 46,0  | 33,0   | 62,2 | 6,11    | 1,59    | 0,85   | 0,20   | 15,72  |

#### Saison régulière NBA
| Saison    | Équipe    | Matchs | Titul. | Min./m | % Tir | % 3pts | % LF | Rbds/m. | Pass/m. | Int/m. | Ctr/m. | Pts/m. |
| --------- | --------- | ------ | ------ | ------ | ----- | ------ | ---- | ------- | ------- | ------ | ------ | ------ |
| 2016-2017 | Charlotte | 27     | 1      | 7,0    | 47,5  | 60,0   | 66,7 | 0,81    | 0,22    | 0,22   | 0,04   | 2,11   |
| 2017-2018 | Charlotte | 63     | 2      | 16,7   | 43,4  | 41,2   | 69,5 | 1,92    | 0,94    | 0,52   | 0,03   | 4,33   |
| 2018-2019 | Brooklyn  | 35     | 21     | 20,4   | 33,5  | 29,7   | 81,8 | 3,06    | 0,97    | 0,37   | 0,20   | 5,26   |
| 2019–2020 | Minnesota | 33     | 20     | 20,1   | 35,4  | 24,1   | 73,0 | 3,03    | 0,91    | 0,52   | 0,06   | 5,18   |
| 2019–2020 | Atlanta   | 22     | 0      | 12,1   | 37,3  | 35,1   | 47,4 | 2,27    | 0,68    | 0,32   | 0,18   | 3,27   |
| Total     | Total     | 180    | 44     | 16,0   | 38,3  | 33,3   | 69,1 | 2,22    | 0,80    | 0,42   | 0,09   | 4,21   |

Mise à jour le 12 mars 2020

#### Playoffs NBA
| Saison | Équipe   | Matchs | Titul. | Min./m | % Tir | % 3pts | % LF | Rbds/m. | Pass/m. | Int/m. | Ctr/m. | Pts/m. |
| ------ | -------- | ------ | ------ | ------ | ----- | ------ | ---- | ------- | ------- | ------ | ------ | ------ |
| 2019   | Brooklyn | 5      | 0      | 15,7   | 20,0  | 0,0    | 50,0 | 2,20    | 0,60    | 0,40   | 0,20   | 1,40   |
| Total  | Total    | 5      | 0      | 15,7   | 20,0  | 0,0    | 50,0 | 2,20    | 0,60    | 0,40   | 0,20   | 1,40   |

Mise à jour le 12 juin 2019

## Records sur une rencontre en NBA
Les records personnels de Treveon Graham en NBA sont les suivants, :
| Type de statistique        | Saison régulière | Saison régulière      | Saison régulière  | Playoffs | Playoffs                | Playoffs      |
| Type de statistique        | Record           | Adversaire            | Date              | Record   | Adversaire              | Date          |
| -------------------------- | ---------------- | --------------------- | ----------------- | -------- | ----------------------- | ------------- |
| Points                     | 21               | @ Rockets de Houston  | 16 janvier 2019   | 5        | @ 76ers de Philadelphie | 15 avril 2019 |
| Paniers marqués            | 7                | @ Rockets de Houston  | 16 janvier 2019   | 2        | @ 76ers de Philadelphie | 15 avril 2019 |
| Paniers tentés             | 17               | Heat de Miami         | 10 avril 2019     | 4        | @ 76ers de Philadelphie | 15 avril 2019 |
| Paniers à 3 points réussis | 4                | 2 fois                | 2 fois            | -        | -                       | -             |
| Paniers à 3 points tentés  | 11               | Heat de Miami         | 10 avril 2019     | 2        | 2 fois                  | 2 fois        |
| Lancers francs réussis     | 5                | 2 fois                | 2 fois            | 2        | @ 76ers de Philadelphie | 13 avril 2019 |
| Lancers francs tentés      | 6                | 2 fois                | 2 fois            | 4        | @ 76ers de Philadelphie | 15 avril 2019 |
| Rebonds offensifs          | 4                | 2 fois                | 2 fois            | 1        | 3 fois                  | 3 fois        |
| Rebonds défensifs          | 7                | Wizards de Washington | 27 février 2019   | 2        | 3 fois                  | 3 fois        |
| Rebonds totaux             | 7                | 2 fois                | 2 fois            | 3        | 76ers de Philadelphie   | 18 avril 2019 |
| Passes décisives           | 5                | Bucks de Milwaukee    | 1er novembre 2017 | 1        | 3 fois                  | 3 fois        |
| Interceptions              | 4                | Bulls de Chicago      | 27 février 2018   | 2        | @ 76ers de Philadelphie | 13 avril 2019 |
| Contres                    | 3                | @ Celtics de Boston   | 7 février 2020    | 1        | @ 76ers de Philadelphie | 23 avril 2019 |
| Balles perdues             | 3                | 2 fois                | 2 fois            | 1        | 3 fois                  | 3 fois        |
| Minutes jouées             | 40               | @ Kings de Sacramento | 26 décembre 2019  | 26       | @ 76ers de Philadelphie | 15 avril 2019 |

- Double-double : 0
- Triple-double : 0

Dernière mise à jour : 5 novembre 2020